# Ramanuya

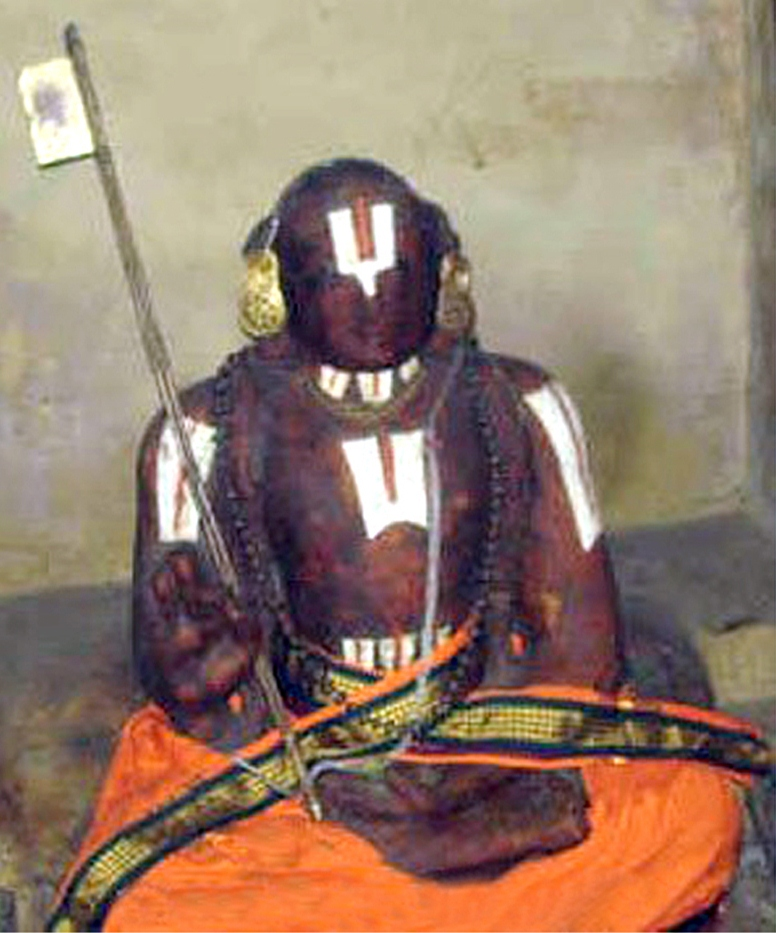
Ramanuya.

Ramanuya, indisk religionsstiftare, en på 1100-talet i södra Indien levande, berömd reformator inom den nyindiska hinduismen.
Han var själv brahmin och dyrkare av Vishnu och hyllade som filosof i början Adi Shankaras riktning av Vedantasystemet; men i motsättning till Vedantismens rena monistiska lära (Advaita; "icke dualistisk lära") utbildade han en modifierad form Vipista-advaita ("särskild, kvalificerad dualism"), enligt vilken människosjälen antas som existerande skild ifrån det högsta väsendet (Brahman), om också till slut uppgående i denna. Han beskrev sitt system i en berömd skriftkommentar till samma Vedantasutra som Shankara ägnat sin berömda kommentar (båda översatta i "Sacred books of the east" med Shankaras kommentar, band 34 och 38, med Ramanuyas kommentar i band 48).
För det högsta väsendet bibehöll han namnet Brahman, som uppfattas som personifierad i de mera personligt tänkta och verkande gudarna Vishnu och Rama. Själv blev Ramanuya av sin sekt ansedd som en inkarnation av Jesha (eller Ananta, "den oändlige") eller ormarnas kung, som uppbär världen. Ramanuyaerna, som anhängarna kallas, finns företrädesvis i södra Indien, där de står i motsättning inte bara till shivaiterna, utan också till vishnuiterna, som ha Vishnu-Krishna till sin medelpunkt. En särskild sekt är Ramanandaerna (se Ramananda).